# Gmina Małkinia Górna
Die Gmina Małkinia Górna ist eine Landgemeinde im Powiat Ostrowski der Woiwodschaft Masowien in Polen. Ihr Sitz ist das gleichnamige Dorf mit etwa 5200 Einwohnern.

## Geschichte
Während der deutschen Besetzung Polens bestand auf dem Gebiet der heutigen Landgemeinde das Vernichtungslager Treblinka.
Die Landgemeinde entstand 1973 aus der Gmina Orło und einem Teil der Gmina Prostyń. Von 1975 bis 1998 gehörte sie zur Woiwodschaft Ostrołęka.

## Gemeinde
Zur Landgemeinde Małkinia Górna mit etwa 11.800 Einwohnern und einer Fläche von 134 km² gehören 27 Dörfer mit 29 Schulzenämtern:
Błędnica
Borowe
Daniłówka Pierwsza
Daniłowo
Daniłowo-Parcele
Glina
Grądy
Kańkowo
Kiełczew
Klukowo
Małkinia Dolna
Małkinia Druga (Małkinia II)
Małkinia Pierwsza (Małkinia I)
Niegowiec
Orło
Podgórze-Gazdy
Poniatowo
Prostyń
Rostki-Piotrowice
Rostki Wielkie
Sumiężne
Treblinka
Zawisty Nadbużne
Zawisty Podleśne
Żachy-Pawły
Weitere Orte der Gemeinde sind Boreczek, Daniłówka Druga, Malinówka (leśniczówka) und Malinówka (gajówka).

## Partnergemeinde
- Hammarö, Schweden.